# یاگشتاوزن
یاگشتاوزن (به آلمانی: Jagsthausen) یک شهر در آلمان است که در هایلبرون واقع شده‌است.
 یاگشتاوزن  ۱٬۵۲۰ نفر جمعیت دارد.